# 深池村
深池村（ふかいけむら）は、かつて岐阜県安八郡にあった村である。
現在の大垣市深池町などに該当する。

## 歴史
- 1889年（明治22年）7月1日 - 町村制 により、深池村発足。
- 1897年（明治30年）4月1日 - 今福村、小泉村、直江村、平村、米野村、古宮村、難波野村と合併し川並村が発足。同日深池村廃止。